# Lisa Zimmermann
Lisa Zimmermann (Neurenberg, 2 maart 1996) is een Duitse freestyleskiester, Zimmermann is gespecialiseerd op het onderdeel slopestyle. Ze vertegenwoordigde haar vaderland op de Olympische Winterspelen 2014 in Sotsji.

## Carrière
Bij haar wereldbekerdebuut, in februari 2013 in Silvaplana, scoorde Zimmermann direct wereldbekerpunten. Op de wereldkampioenschappen freestyleskiën 2013 in Voss eindigde de Duitse als zeventiende op het onderdeel slopestyle. In augustus 2013 stond ze in Cardrona voor de eerste maal in haar carrière op het podium van een wereldbekerwedstrijd. Op 18 januari 2014 boekte Zimmermann in Gstaad haar eerste wereldbekerzege. Tijdens de Olympische Winterspelen van 2014 in Sotsji eindigde de Duitse als veertiende op het onderdeel slopestyle. In het seizoen 2013/2014 won ze het wereldbekerklassement slopestyle.
In Kreischberg nam Zimmermann deel aan de wereldkampioenschappen freestyleskiën 2015. Op dit toernooi werd ze wereldkampioene op het onderdeel slopestyle.

## Resultaten

### Olympische Winterspelen
| Jaar | Plaats | Resultaten     |
| ---- | ------ | -------------- |
| 2014 | Sotsji | 14e Slopestyle |

### Wereldkampioenschappen
| Jaar | Plaats      | Resultaten     |
| ---- | ----------- | -------------- |
| 2013 | Voss        | 17e Slopestyle |
| 2015 | Kreischberg | Slopestyle     |

### Wereldbeker
Eindklasseringen
| Seizoen   | Algm | SS   |
| --------- | ---- | ---- |
| 2012/2013 | 179e | 41e  |
| 2013/2014 | 8e   | Goud |

Wereldbekerzeges
| Datum            | Plaats     | Onderdeel  |
| ---------------- | ---------- | ---------- |
| 18 januari 2014  | Gstaad     | Slopestyle |
| 22 maart 2014    | Silvaplana | Slopestyle |
| 12 februari 2016 | Boston     | Big air    |